# Ghatal
Ghatal è una suddivisione dell'India, classificata come municipality, di 51.586 abitanti, situata nel distretto di Midnapore Ovest, nello stato federato del Bengala Occidentale. In base al numero di abitanti la città rientra nella classe II (da 50.000 a 99.999 persone).

## Geografia fisica
La città è situata a 22° 40' 0 N e 87° 43' 0 E e ha un'altitudine di 4 m s.l.m..

## Società

### Evoluzione demografica
Al censimento del 2001 la popolazione di Ghatal assommava a 51.586 persone, delle quali 26.869 maschi e 24.717 femmine. I bambini di età inferiore o uguale ai sei anni assommavano a 5.815, dei quali 3.001 maschi e 2.814 femmine. Infine, coloro che erano in grado di saper almeno leggere e scrivere erano 39.312, dei quali 22.252 maschi e 17.060 femmine.